# Hugolinus Dörr
Hugolinus Dörr SVD (* 24. Juli 1895 in Sellerbach; † 6. Juni 1940 in Asnières-lès-Dijon bei Dijon) war ein katholischer Missionar und Opfer des Nationalsozialismus.

## Leben
Hugolinus Dörr besuchte ab 1908 das Gymnasium des Missionshaus St. Wendel (heute: Arnold-Janssen-Gymnasium St. Wendel) und legte dort sein Abitur ab. Ab 1913 studierte er Theologie in Mödling bei Wien, unterbrochen durch den Einsatz als Lazarettschreiber im Ersten Weltkrieg, und wurde am 28. Januar 1923 zum Priester geweiht.
Nachdem er eine China-Reise wegen Krankheit abbrechen musste, kehrte er wieder ins Saarland zurück. Er beschäftigte sich mit Homöopathie, was ihm von der Kirche untersagt wurde. Nach der „Machtergreifung“ gründete er 1933 mit Jacob Hector und Carl Minster die Saarländische Wirtschaftsvereinigung gegen die Eingliederung des Saargebiets in das Deutsche Reich.
Am 26. August 1934 hielt er in Soutane vor 60.000 Zuhörern eine Rede auf einer Versammlung der Einheitsfront in Sulzbach. Der Trierer Bischof Franz Rudolf Bornewasser distanzierte sich öffentlich von ihm, ebenso das Missionshaus St. Wendel. Als die NSDAP die Saarabstimmung gewann, flüchtete Dörr nach Frankreich.
Nach Beginn des Zweiten Weltkriegs wurde er 1939 mit anderen Saarflüchtlingen interniert und während des Einmarsches deutscher Truppen (Westfeldzug) ermordet.

## Ehrungen
- Die katholische Kirche nahm Pater Hugolinus Dörr im Jahr 1999 als Glaubenszeugen in das deutsche Martyrologium des 20. Jahrhunderts auf.